# 海怡半島站
海怡半島站（英語：South Horizons Station）是一座位於香港香港島南區鴨脷洲海怡半島及鴨脷洲邨一帶，屬於港鐵南港島綫的鐵路車站，亦是南港島綫的南行終點站，車站於2016年12月28日啟用。

## 車站構造
海怡半島站有別於其他港鐵車站，一般港鐵車站頂部通常以混凝土為建材，並設防水層以防止水分從頂部或牆壁滲入。然而由於海怡半島站受到空間限制，因此只以防火板作頂。

### 樓層
海怡半島站設有一層車站大堂及一層月台，而連接大堂的扶手電梯位於月台（路軌盡頭）的西面，因此車站的大堂及出口均是在車站西面。
| G                              | 地面 | 出入口 |   |  |
| L1                             | 大堂 | 資訊台（只設於非付費區）、車站商店、自助客務機、免費Wi-Fi熱點、洗手間                                                                  |   |  |
| L2                             | 月台 | \| \| \| 南港島綫往金鐘（利東） \| 2 \| \| \| 島式 · ↑開左邊车门 ↓開右邊车门 \| \| \| \| \| \| \| \| 南港島綫往金鐘（利東） \| 1 \| \| |   |  |
|                                |      | 南港島綫往金鐘（利東） | 2 |  |
| 島式 · ↑開左邊车门 ↓開右邊车门 |      | |   |  |
|                                |      | 南港島綫往金鐘（利東） | 1 |  |

### 大堂
海怡半島站大堂僅設資訊台及三部自助客務機，亦為首批不設客務中心之港鐵重鐵車站，乘客如遇票務疑難，須透過自助客務機之視像通話功能向站外職員求助。此外，大堂內亦設有商店；而付費區內亦設有洗手間。
- 車站大堂（2022年5月）
- 車站商店（2022年6月）

### 月台
海怡半島站月台位處海怡半島公共運輸交匯處外一段怡南路地底，並採用一座島式月台排列，兩個月台均已裝設月台幕門。當列車抵達車站上落客後便會改以相反方向駛離車站，而月台與大堂間以三條扶手電梯及一部升降機連接。另外，車站的島式月台寬約6米，為全港鐵系統中最窄的島式月台。
- 1、2號月台（2022年5月）
- 連接大堂及月台唯一一條通道（2023年12月）

### 出入口
海怡半島站設有3個出入口，其中A、B出口均各設有扶手電梯及樓梯連接路面及車站大堂；而C出口則以樓梯及兩部升降機連接。
|                                    |                          | |      |
| 編號                               | 指示                     | 建議前往的目的地 | 圖片 |
| 出口 · A · 盲道标志 · 扶手电梯标志 | 鴨脷洲邨／ 海怡半島1–6座 | 鴨脷洲邨、海怡半島1–6座、鴨脷洲社區會堂、鴨脷洲邨街市、鴨脷洲風之塔公園、香港小童群益會海怡中心、意大利國際幼稚園、海怡東商場、海怡東街市、海怡寶血小學、海怡社區中心、港灣學校                                  |      |
| 出口 · B · 盲道标志 · 扶手电梯标志 | 海怡半島7–23A座          | 海怡半島7–23A座、香港電燈公司綜合大樓、蒙特梭利國際學校、海怡西商場、海怡路 |      |
| 出口 · C · 盲道标志 · 升降机标志   | 海怡半島25–33A座         | 鴨脷洲橋道遊樂場、基督教宣道會海怡堂、基督教宣道會海怡幼兒學校、香港南區官立小學、新海怡廣場、右思維幼稚園、海怡半島25-33A座、海怡半島17–23A座、海怡半島公共運輸交匯處、怡南路、香港駕駛學院、玉桂山配水庫休憩處 |      |
| 註： 設有 \| 設有 \| 設有扶手電梯  |                          | |      |

### 車站藝術
|  | 《「日」與「夜」》 （前稱《格線上的樹影》） | 張偉樂（香港）                | A、B出口玻璃外牆 | 2016年12月 |
|  | 《翱遊半島》                                | 鮑卓微（香港）及 南區中小學生 | 月台層西端牆壁   | 2016年12月 |

## 歷史
港鐵公司曾為車站選址提出兩個方案，原本的選址在鴨脷洲邨旁的海怡路，屬於一個半沉降式車站，特色是車站大堂與出口均處於同一層，並預計2015年落成。後來因原本選址有港燈公司的電纜阻礙而預計須延遲至少3年啟用。故港鐵公司提出另一個選址，則在怡南路與利南道交界，屬地底車站。2009年2月，有南區區議員引述港鐵將會採用後者，即車站會如期落成，有關選址在刊憲方案得以確認。
根據港鐵於2009年7月版本及2010年6月版本的刊憲方案，其圖則之切面圖均顯示車站大堂與兩個月台均處於同一層，而大堂位於月台（路軌盡頭）的西面，與新加坡地鐵樟宜機場站樓層佈局相近。然而，最終落實的設計已改為將大堂及月台分開為兩個樓層。
2016年12月5日，港鐵公司正式公佈於同月28日通車，較預期延遲了一年。而車站承建商則為禮頓－賀隆聯營。

## 參看
- 南港島綫

## 外部連結
- 港鐵公司－海怡半島站街道圖
- 港鐵公司－海怡半島站位置圖
- 港鐵公司－海怡半島站列車服務時間 （页面存档备份，存于）